# Мембріо
Мембріо (ісп. Membrío) — муніципалітет в Іспанії, у складі автономної спільноти Естремадура, у провінції Касерес. Населення — 805 осіб (2010).

## Географія
Муніципалітет розташований на португальсько-іспанському кордоні.
Муніципалітет розташований на відстані близько 300 км на захід від Мадрида, 60 км на захід від Касереса.

## Демографія
Динаміка населення (INE ):

## Галерея зображень
- Мембріо